# Bescat
Bescat – miejscowość i gmina we Francji, w regionie Nowa Akwitania, w departamencie Pireneje Atlantyckie.
Według danych na rok 1990 gminę zamieszkiwało 278 osób, a gęstość zaludnienia wynosiła 41 osób/km². Wśród 2290 gmin Akwitanii Bescat plasuje się na 902. miejscu pod względem liczby ludności, natomiast pod względem powierzchni na 1298. miejscu.